# Leukotrienski B4 receptor
Leukotrienski B4 receptor 1 je protein koji je kod ljudi kodiran  genom.

## Literatura
- Raport CJ; Schweickart VL; Chantry D;  . (1996). „New members of the chemokine receptor gene family.”. J. Leukoc. Biol. 59 (1): 18—23. PMID 8558062.
- Tager AM, Luster AD (2004). „BLT1 and BLT2: the leukotriene B(4) receptors.”. Prostaglandins Leukot. Essent. Fatty Acids. 69 (2-3): 123—34. PMID 12895595. doi:10.1016/S0952-3278(03)00073-5.
- Miyahara N, Miyahara S, Takeda K, Gelfand EW (2006). „Role of the LTB4/BLT1 pathway in allergen-induced airway hyperresponsiveness and inflammation.”. Allergology international : official journal of the Japanese Society of Allergology. 55 (2): 91—7. PMID 17075244. doi:10.2332/allergolint.55.91.
- Hillier LD; Lennon G; Becker M;  . (1997). „Generation and analysis of 280,000 human expressed sequence tags.”. Genome Res. 6 (9): 807—28. PMID 8889549. doi:10.1101/gr.6.9.807.
- Yokomizo T; Izumi T; Chang K;  . (1997). „A G-protein-coupled receptor for leukotriene B4 that mediates chemotaxis.”. Nature. 387 (6633): 620—4. PMID 9177352. doi:10.1038/42506.
- Maier R, Glatz A, Mosbacher J, Bilbe G (1997). „Cloning of P2Y6 cDNAs and identification of a pseudogene: comparison of P2Y receptor subtype expression in bone and brain tissues.”. Biochem. Biophys. Res. Commun. 237 (2): 297—302. PMID 9268704. doi:10.1006/bbrc.1997.7135.
- Gaudreau R; Le Gouill C; Métaoui S;  . (1998). „Signalling through the leukotriene B4 receptor involves both alphai and alpha16, but not alphaq or alpha11 G-protein subunits.”. Biochem. J. 335 (1): 15—8. PMC 1219746 . PMID 9742207.
- Kato K, Yokomizo T, Izumi T, Shimizu T (2000). „Cell-specific transcriptional regulation of human leukotriene B(4) receptor gene.”. J. Exp. Med. 192 (3): 413—20. PMC 2193224 . PMID 10934229. doi:10.1084/jem.192.3.413.
- Yokomizo T; Kato K; Terawaki K;  . (2000). „A second leukotriene B(4) receptor, BLT2. A new therapeutic target in inflammation and immunological disorders.”. J. Exp. Med. 192 (3): 421—32. PMC 2193217 . PMID 10934230. doi:10.1084/jem.192.3.421.
- Stankova J, Turcotte S, Harris J, Rola-Pleszczynski M (2002). „Modulation of leukotriene B4 receptor-1 expression by dexamethasone: potential mechanism for enhanced neutrophil survival.”. J. Immunol. 168 (7): 3570—6. PMID 11907121.
- Gaudreau R; Le Gouill C; Venne MH;  . (2002). „Threonine 308 within a putative casein kinase 2 site of the cytoplasmic tail of leukotriene B(4) receptor (BLT1) is crucial for ligand-induced, G-protein-coupled receptor-specific kinase 6-mediated desensitization.”. J. Biol. Chem. 277 (35): 31567—76. PMID 12077128. doi:10.1074/jbc.M202723200.
- Hennig R; Ding XZ; Tong WG;  . (2002). „5-Lipoxygenase and leukotriene B(4) receptor are expressed in human pancreatic cancers but not in pancreatic ducts in normal tissue.”. Am. J. Pathol. 161 (2): 421—8. PMC 1850753 . PMID 12163367. doi:10.1016/S0002-9440(10)64198-3.
- Ito N; Yokomizo T; Sasaki T;  . (2003). „Requirement of phosphatidylinositol 3-kinase activation and calcium influx for leukotriene B4-induced enzyme release.”. J. Biol. Chem. 277 (47): 44898—904. PMID 12244116. doi:10.1074/jbc.M208051200.
- Tong WG; Ding XZ; Hennig R;  . (2003). „Leukotriene B4 receptor antagonist LY293111 inhibits proliferation and induces apoptosis in human pancreatic cancer cells.”. Clin. Cancer Res. 8 (10): 3232—42. PMID 12374694.
- Strausberg RL; Feingold EA; Grouse LH;  . (2003). „Generation and initial analysis of more than 15,000 full-length human and mouse cDNA sequences.”. Proc. Natl. Acad. Sci. U.S.A. 99 (26): 16899—903. PMC 139241 . PMID 12477932. doi:10.1073/pnas.242603899.
- Yokomizo T, Noiri E, Izumi T, Shimizu T (2003). „In vivo chemotaxis using CHO cells expressing human leukotriene B4 receptor.”. Adv. Exp. Med. Biol. 507: 357—61. PMID 12664610.

## Spoljašnje veze
- „Leukotriene Receptors: BLT1”. IUPHAR Database of Receptors and Ion Channels. International Union of Basic and Clinical Pharmacology. Архивирано из оригинала 14. 03. 2013. г.
- LTB4R+protein,+human на 
- Receptors,+Leukotriene+B4 на 